# Пуста-Весь
Пуста-Весь (пол. Pusta Wieś) — село в Польщі, у гміні Ґрабув Ленчицького повіту Лодзинського воєводства.
У 1975-1998 роках село належало до Конінського воєводства.